# Franjevački samostan i crkva sv. Marije u Makarskoj
Franjevački samostan i crkva sv. Marije, rimokatolički samostan i crkva redovnika franjevaca u Makarskoj, zaštićeno kulturno dobro.

## Opis dobra
Posvećeni sv. Mariji. Samostan je sagrađen oko 1540. godine izvan zidina tadašnjeg grada, u 17.st. je pregrađen i povećan. Stara crkva je jednobrodna svođena građevina, kasnije nadograđena i proširena. U crkvi je kapela sv. Ante s kamenim oltarom i kamenom propovjedaonicom s kraja 17. st., te u pločniku nadgrobne ploče iz 17. i 18. st. Crkva i stara samostanska krila okružuju klaustar na dva kata. Krajem 17. i početkom 20. st. dograđena su nova samostanska krila i nova crkva. Uz crkvu je barokni zvonik s dvije lože, građen u 17. st. U samostanu je vrijedna knjižnica i Malakološki muzej.

## Zaštita
Pod oznakom Z-5083 zavedena je kao nepokretno kulturno dobro - pojedinačno, pravna statusa zaštićena kulturnog dobra, klasificirano kao "sakralno-profana graditeljska baština".

## Vanjske poveznice
- Ana Dragičević: Podlistak: 500 GODINA FRANJEVAČKOG SAMOSTANA sv. MARIJE U MAKARSKOJ (7): Od katedrale do pinakoteke Slobodna Dalmacija, 24. listopada 2002.